# Lycophotia biorbiculata
Lycophotia biorbiculata là một loài bướm đêm trong họ Noctuidae.